# Cylisticus mrovdaghensis
Cylisticus mrovdaghensis är en kräftdjursart som beskrevs av Borutzkii 1961. Cylisticus mrovdaghensis ingår i släktet Cylisticus och familjen Cylisticidae. Inga underarter finns listade i Catalogue of Life.